# جواز سفر سنغافوري
جواز السفر السنغافوري هو وثيقة السفر التي تصدر لمواطني جمهورية سنغافورة. تصدر هيئة الهجرة ونقاط التفتيش جوازات السفر السنغافورية نيابة عن وزارة الشؤون الداخلية. جواز السفر ساري المفعول لمدة عشر سنوات. اعتبارًا من عام 2018 كان جواز السفر السنغافوري أقوى جواز سفر في العالم (مع جواز سفر اليابان)حيث يتيح دخول 190 دولة وإقليم بدون تأشيرة أو تأشيرة عند الوصول.

## التاريخ
أصدرت النسخة الأولى من جواز السفر السنغافوري الحديث في 20 يونيو 1966، ليحل محل جواز سفر سنغافورة المؤقت الصادر في 17 أغسطس 1965. بين عامي 1963 و1965 أصدرت جوازات السفر الماليزية للمقيمين في سنغافورة عندما كانت جزءًا من ماليزيا وأصدرت جوازات السفر البريطانية قبل عام 1963. أصدرت مستعمرات المضيق التي كانت سنغافورة عاصمتها من عام 1832 حتى عام 1946 جوازات سفر خاصة بها قبل الحرب العالمية الثانية.

### جواز سفر سنغافورة المقيد
أصدرت سنغافورة جواز سفر بين عامي 1967 و 1999 للسفر بشكل أساسي إلى شبه الجزيرة الماليزية. أصدر جواز السفر المقيد بسبب أن العديد من السنغافوريين كانوا يسافرون بانتظام إلى غرب ماليزيا لأغراض العمل والترفيه. توقف إصدار جواز السفر المقيد بعد عام 1999 بسبب نقص الطلب واعتبر جواز سفر سنغافورة الأحمر هو وثيقة السفر الصالحة الوحيدة للسفر إلى الخارج للمواطنين السنغافوريين اعتبارًا من 1 يناير 2000.

## الصلاحية
جواز السفر السنغافوري صالح لمدة خمس سنوات لجوازات السفر الصادرة منذ 1 أبريل 2005 وعشر سنوات لجوازات السفر الصادرة قبل التاريخ المذكور. قبل إصدار جوازات السفر الإلكتروني في 15 أغسطس 2006، كانت جوازات السفر للمواطنين الذكور الذين تتراوح أعمارهم بين 11 و 18 سنة صالحة لمدة عامين فقط وكان يتعين تجديدها أو استبدالها كل عامين.
جوازات السفر الجديدة الصادرة في 1 أكتوبر 2021 أو بعده للأشخاص الذين تبلغ أعمارهم 16 عامًا أو أكثر لها صلاحية 10 سنوات.

## متطلبات التأشيرة
اعتبارًا من 22 يناير 2022 كان مواطنوا السنغافوريون يتمتعون بإمكانية دخول 192 دولة وإقليم بدون تأشيرة أو تأشيرة عند الوصول، مما يجعل جواز السفر السنغافوري الأقوى في العالم وفي آسيا (مع جواز السفر الياباني) من حيث حرية السفر وفقًا مؤشر هينلي لجوازات السفر.

## معرض صور

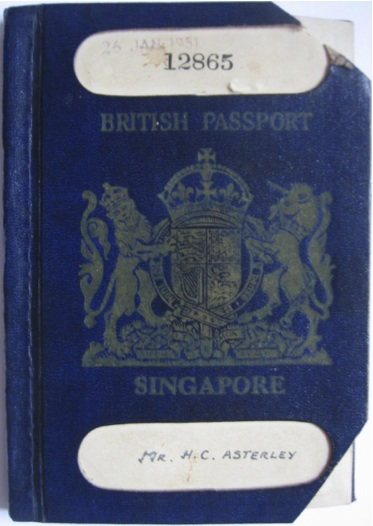

## الجنسية المزدوجة
الجنسية المزدوجة ممنوع منعًا باتًا من قبل حكومة سنغافورة. قد تحرم الحكومة مواطنو سنغافورة الذين حصلوا طوعًا وعن قصد على جنسية دولة أجنبية بعد سن 18 عامًا من جنسيتهم السنغافورية. الأجانب الذين يحملون الجنسية السنغافورية مطالبون بالتخلي عن جميع الجنسيات الأجنبية.

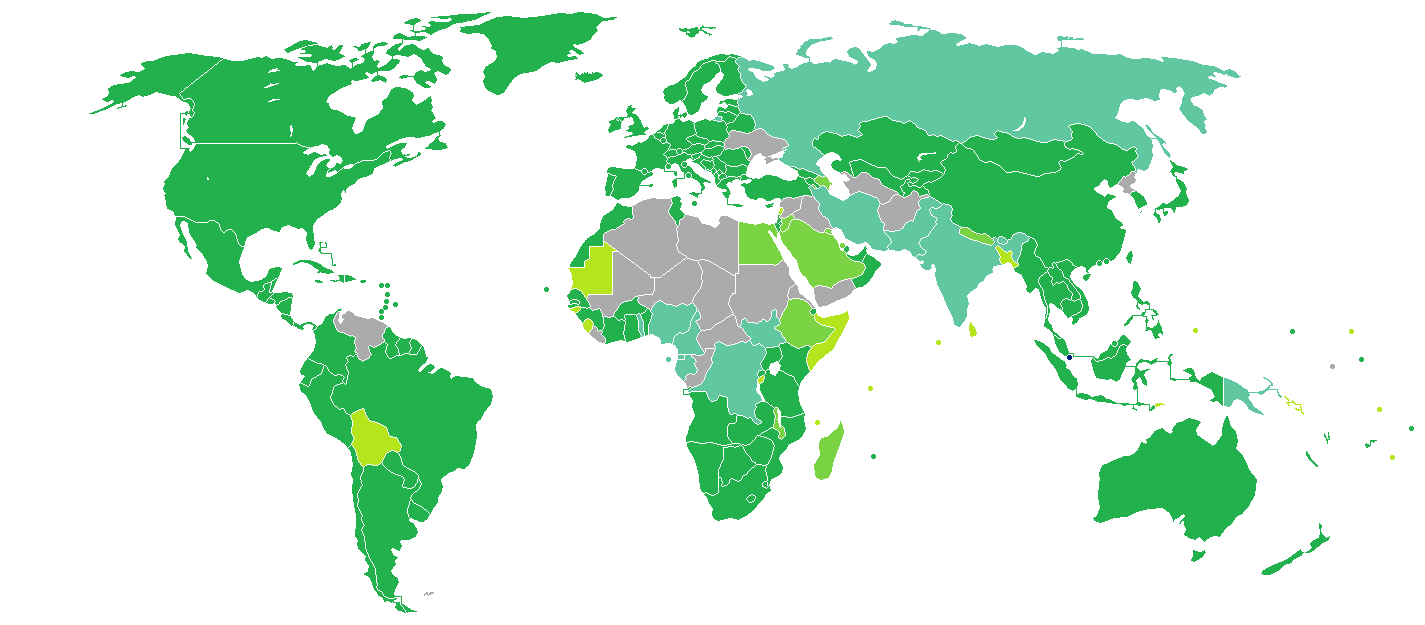
البلدان والأقاليم التي لا تفرض تأشيرة أو تطلب تأشيرة دخول عند الوصول للجهة، لحاملي جوازات السفر السنغافورية العادية.

## روابط خارجية
- تاريخ جواز السفر السنغافوري